# 2025年蒙古抗議
自2025年5月14日起，蒙古國首都烏蘭巴托爆發反政府示威，導火線是有傳媒揭發蒙古總理羅布桑那木斯來·奧雲額爾登之子揮霍公帑。示威主要由年輕一代蒙古人發起，除針對事件本身外，亦針對政府貪污、貧富差距擴大，以及政治精英及其家族操控權力等長期問題的不滿。

## 背景
2025年1月11日，蒙古自由黨於首都烏蘭巴托的蘇赫巴托廣場發起示威，吸引數百人參加。示威者要求政府下台，抗議包括空氣污染、交通擠塞、貧窮、貪污、稅制不公及失業惡化等多項問題。該黨表明抗議行動將持續至1月22日，並已向33名國會議員遞交辭職建議。
在2024年國家大呼拉爾選舉中，蒙古人民黨在126個議席中奪得68席，羅布桑那木斯來·奧雲額爾登成功連任總理。他並未選擇單獨執政，而是與持有42席的民主黨及8席的民族勞動黨組成聯合政府，以期就包括主權財富基金與大型基建項目等長遠經濟改革達成共識。至2025年，奧雲額爾登已是自那木巴爾·恩赫巴亞爾以來在位時間最長的蒙古總理。
事件導火線為總理23歲兒子特穆倫·羅布桑那木斯來的未婚妻於社交媒體上曬出名牌手袋、鑽戒及平治名車，引起公眾對總理家庭資產來源的疑問。許多人質疑這種奢華生活與一般公務員的薪酬嚴重不符，進一步激化了社會對貪污及資源壟斷問題的長期不滿。
奧雲額爾登一向標榜自己為改革派，誓言打擊礦業與銀行界的既得利益。但事件爆出後，引發各界批評。有指他知情甚至資助其子奢華生活，促使超過59000人聯署請願，要求他辭職。請願同時列舉高通脹及新聞自由受限為民怨來源之一。雖然奧雲額爾登已主動接受由反貪污獨立機構展開的調查，但對事件始終保持低調，未有發表太多公開言論。

## 抗議
自2025年5月中旬起，蒙古首都烏蘭巴托的蘇赫巴托廣場持續出現小規模但持續的和平示威，主力由年輕人發起，要求總理下台。示威者不滿總理家族涉貪的指控，並進一步表達對貧富懸殊與政府貪污的長期不滿。他們促請總理公開其收入來源，並解釋其家庭揮霍支出的資金從何而來。
連續多日，抗議者聚集在國家宮外表達訴求；與此同時，一批以年長人士為主的反示威者亦走上街頭，聲援總理，質疑辭職是否真能改善現狀。
5月21日，蒙古人民黨指控部分民主黨議員支持抗議行動，違反聯合聲明，隨即將民主黨逐出執政聯盟，導致這個不到一年的聯盟實質上瓦解。民主黨回應稱，蒙古人民黨未經通知單方面解散聯盟，要求對方作出書面解釋及公開道歉。民主黨主席兼副總理盧布桑亞木·干圖木爾則表示，涉事議員的言論不代表黨的官方立場。5月22日，三個原屬執政聯盟的政黨領袖會晤，重新商討聯盟條款。
至5月24日，示威已踏入第九日。5月26日，抗議組織者提出更進一步的訴求，包括：

- 總理奧雲額爾登應就政治及道德責任辭職；
- 解散現行聯合政府，並拒絕重組任何新聯盟；
- 維護憲政穩定，嚴禁修憲。

5月27日，有政府內部消息透露，奧雲額爾登正考慮提出信任投票，預期將於翌周進行。
不少政評人及觀察者對總統、總理及整個執政聯盟在長達14日抗議期間幾乎全面沉默表示憂慮，認為當局缺乏回應只會加深社會對幕後政治交易及政商勾結的疑慮。
最終，於6月3日，奧雲額爾登在國會的信任投票中未獲足夠支持而宣佈辭職。投票結果為44票支持、36票反對，另有42人棄權或未投票，未達通過所需的64票。他將繼續以看守總理身分處理政務，直至30日內選出新任總理。

## 分析
多名政評人及政治分析員指出，是次抗議及隨之而來的政治動盪，正值蒙古人民黨內部權力角力加劇之時。廣播主持及評論員賈加爾·德法克托指出，部分黨內派系正利用這場爭議，爭取修改憲法，讓現任蒙古總統烏赫那·呼日勒蘇赫得以於2027年競逐連任。根據現行《蒙古國憲法》，總統任期為一屆6年，不可連任。
呼日勒蘇赫曾任總理，為蒙古人民黨骨幹，過往多次因外交取態備受爭議，包括在蒙古作為《羅馬規約》締約國、須履行相關國際法律責任的背景下，邀請俄羅斯總統弗拉基米爾·普京訪蒙，並親赴莫斯科出席2025年紅場閱兵。政治經濟評論員、《外交家》專欄作者博洛雷爾德內·巴扎蘇倫指出，有關蒙古轉為總統制的討論已醞釀多年。她認為，在近年政局中，外界過分着重「捍衛憲法」，反而令公眾利益被忽視，加劇政治菁英之間的權力爭奪。她警告，如僵局持續，或將引發更廣泛的政體改革辯論。
5月18日，總統新聞辦表示，呼日勒蘇赫將不會於2027年角逐第二任期。他於6月2日深夜突現身國會，就信任動議辯論再度重申有關立場。
另一方面，賈加爾·德法克托亦指出，總理奧雲額爾登推行成立主權財富基金、減少對債務與資源出口依賴的政策，觸動強大商業利益集團的神經。雖然他聲稱正推動銀行、礦產及教育領域的反貪改革，但受制於司法體系的深層問題，成效未如理想。再加上通脹飆升及利率上升，進一步削弱民眾對政府的信任。